# JTG
Jayson Anthony Paul (10 de diciembre de 1984) es un luchador profesional y actor estadounidense. Es conocido por haber trabajado para la empresa WWE bajo el nombre JTG, donde también formó un equipo llamado Cryme Tyme junto al luchador Shad Gaspard.

## Carrera

### World Wrestling Entertainment (2000-2007)
Paul comenzó su carrera en 2006, trabajando en el territorio de desarrollo de la WWE Ohio Valley Wrestling (OVW) bajo el nombre de "The Neighborhoodie". Una vez allí, fue puesto en un equipo en parejas con Shad Gaspard, llamándose a sí mismos "The Gang-Stars". Ellos ganaron en dos ocasiones el Campeonato Sureño en Parejas de la OVW.
En 2006 el equipo fue ascendido de OVW a la marca Raw bajo el nombre "Cryme Tyme", con Paul cambiando su nombre a JTG. El 4 de septiembre de 2006, una serie de viñetas comenzaron a aparecer en Raw, anticipando el debut de Cryme Tyme. En la edición del 16 de octubre de 2006 de Raw, Cryme Tyme debutó y derrotó a dos miembros de los entonces Campeones Mundiales en Parejas, el Spirit Squad (Mikey & Johnny), en un combate no titular. En noviembre de 2006, en Cyber Sunday, Cryme Tyme derrotó a Lance Cade & Trevor Murdoch, Charlie Haas & Viscera y a The Highlanders en un Texas Tornado Match (según lo votado por los aficionados). Como parte de su gimmick, Cryme Tyme regularmente robaba objetos que pertenecían a otros luchadores y personalidades y los vendían a los fanáticos. También estaban vendiendo números de entrada falsos a la Royal Rumble. Unos meses más tarde en el pay-per-view New Year's Revolution, Cryme Tyme ganó a un Tag Team Turmoil Match contra The Highlanders, The World's Greatest Tag Team, Cade & Murdoch y "Hacksaw" Jim Duggan y Super Crazy, ganando una oportunidad por el Campeonato Mundial en Parejas. Ellos entonces compitieron principalmente en Heat por los siguientes meses, aunque hicieron una aparición tras bastidores en WrestleMania 23. Ellos también tomaron parte en la Battle Royal de equipos el 2 de abril.
Después de la «muerte» de Mr. McMahon, Cryme Tyme vendió algunas mercancías y realizaron subastas en el sitio oficial de la WWE en su memoria. El 29 de junio de 2007, en un episodio de SmackDown, Deuce 'N Domino (con Cherry) derrotaron a Cryme Tyme en una lucha en parejas intermarcas. Mientras que Deuce, Domino y Cherry celebraban su victoria, Cryme Tyme se robaron su coche, llevándolo a venderlo por piezas mientras cantaban su latiguillo, “Money money, yeah, yeah”. El 21 de julio de 2007, Cryme Tyme derrotó a los James Boys para ganar el Campeonato Sureño en Parejas de la OVW por segunda vez. El 13 de agosto de 2007 Cryme Tyme regresó a su ciudad natal de la ciudad de Nueva York en un episodio de Raw desde el Madison Square Garden, perdiendo ante los entonces Campeones Mundiales en Parejas Lance Cade & Trevor Murdoch en un combate no titular por descalificación cuando Shad utilizó una silla contra Murdoch. En la edición del 20 de agosto de 2007 de Raw, Cryme Tyme robó la gorra de Murdoch y la vendió a un fan, y la semana siguiente, robaron el sombrero de Cade y lo regalaron a un fan. En medio de esta rivalidad, el 2 de septiembre de 2007, tanto Paul como Gaspard fueron liberados de la World Wrestling Entertainment.

### Circuito independiente (2007-2008)
Paul, junto a Gaspard lucharon en el evento 10th Anniversary de la promoción independiente Jersey All Pro Wrestling el 27 de octubre de 2007. Luchando como "Crime Time", derrotaron a «Dirty Rotten Scoundrelz». Paul apareció en la promoción Derby City Wrestling (DCW), en su evento de fin de año. Más tarde se involucro en un feudo contra «The Mobile Homers» en DCW.

### Regreso a WWE

#### Reunión de Cryme Tyme (2008-2010)

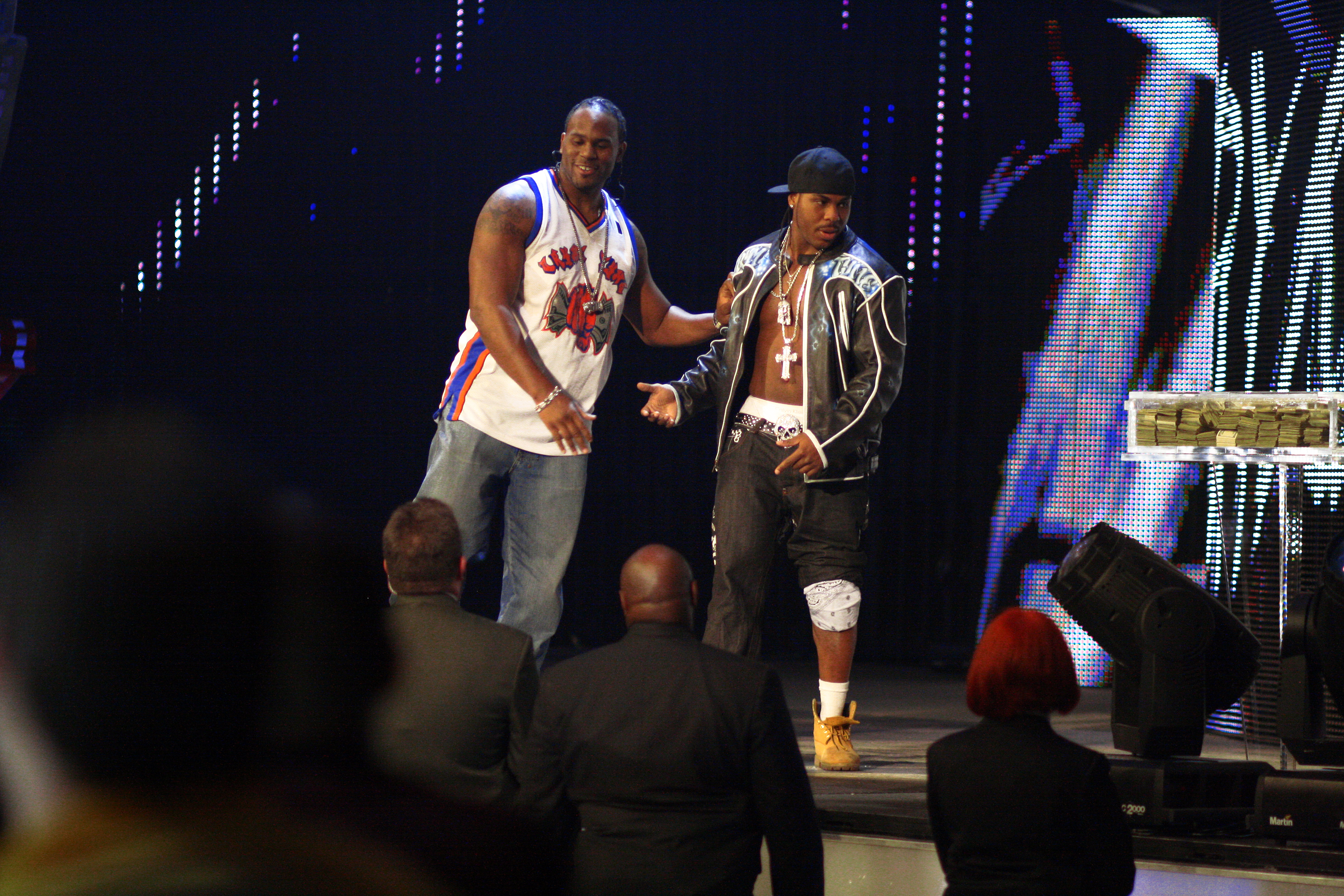
JTG junto a Gaspard como Cryme Tyme en un episodio de Raw en 2008.

Cryme Tyme regresó a la WWE en la edición del 31 de marzo de 2008 de Raw, donde derrotaron a Lance Cade & Trevor Murdoch en su primera lucha televisada en casi seis meses. Cryme Tyme comenzó a hacer equipo con John Cena en la edición del 30 de junio de Raw cuando le ayudaron a interferir en la lucha de JBL. La semana siguiente, otra vez aparecieron juntos en un segmento tras bastidores cuando ellos vandalizaron la limusina de JBL. Después de una lucha en un house show, Cena anunció que habían creado una facción llamada CTC, "Cryme Tyme Cenation". Separadamente, Cryme Tyme comenzó una rivalidad con los Campeones Mundiales en Parejas Cody Rhodes y Ted DiBiase, robando sus cinturones de campeonato durante un tiempo, sólo para perder una lucha titular ante ellos en Unforgiven. JTG fue uno de los primeros en entrar en la Royal Rumble match en la Royal Rumble 2009 en enero, después de hacer trampa para conseguir un lugar en vez de Shad. JTG duró casi 12 minutos antes de que fuera eliminado por The Undertaker. En el episodio del 26 de enero de Raw, JTG y Shad intentaron ganar el Campeonato Mundial en Parejas de John Morrison & The Miz, pero no tuvieron éxito.

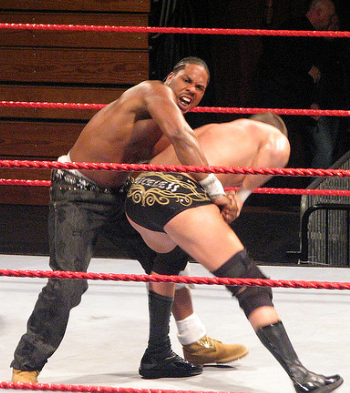
JTG durante una lucha contra Ted Dibiase en 2009.

El 15 de abril de 2009, Cryme Tyme fueron enviados a la marca SmackDown como parte del Draft Suplementario de 2009. Ellos ganaron una lucha por los Campeonatos Unificados en Parejas frente a Jeri-Show (Chris Jericho & The Big Show) en SummerSlam después de derrotar a The Hart Dynasty en la edición del 31 de julio de SmackDown. En la edición del 6 de agosto de SmackDown, JTG derrotó a Chris Jericho por sorpresa. Pero en SummerSlam perdieron la lucha después de que The Big Show le dio un puñetazo a JTG en la cara y Chris Jericho lo cubrió. En el Royal Rumble (2010), JTG entró en su segundo combate real, pero solo duró 25 segundos para ser eliminado por CM Punk. En WrestleMania XXVI, Cryme Tyme compitió en una batalla real pero ninguno de ellos ganó la lucha.
En la edición del 2 de abril de 2010 de SmackDown, Cryme Tyme fue rápidamente derrotados por John Morrison y R-Truth. La derrota provocó a Shad a atacar a JTG, disolviendo el equipo. Su rivalidad culminó en un Strap Match en Extreme Rules que JTG ganó. Después de que JTG ganara una lucha contra Caylen Croft, Shad inmediatamente lo atacó. Shad ganó la revancha en la edición del 6 de mayo de WWE Superstars, poniéndole fin a Cryme Tyme la enemistad llegó a su fin cuando Shad fue enviado a Florida Championship Wrestling.

#### Competencia individual (2010-2014)
JTG fue anunciado como uno de los Pros para NXT Redemption, siendo mentor de Jacob Novak. En el episodio del 3 de mayo de 2011 de NXT, inició una rivalidad con William Regal cuando Regal lo llamó un "Muppet" mientras Novak estaba llamando Regal para una lucha, convirtiéndolo en heel. Dos semanas más tarde, Novak fue eliminado, siendo el primero en ya no ser parte del show. En el WWE Draft de 2011 JTG fue enviado a la marca Raw en el Draft suplementario vía WWE.com el 26 de abril de 2011.

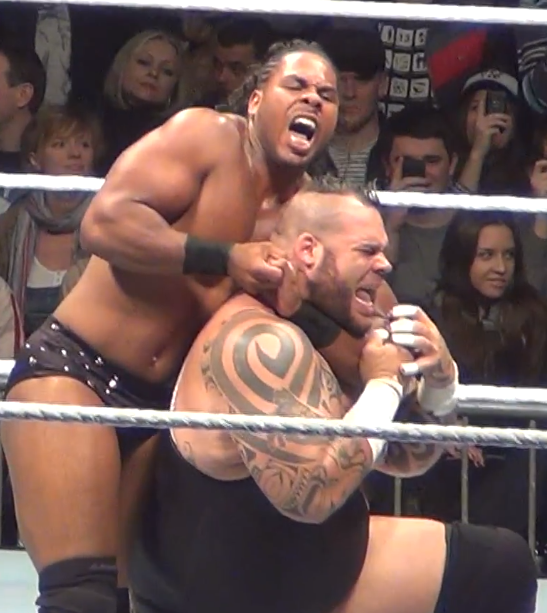
JTG luchando con Brodus Clay en 2012.

En la edición del 24 de mayo de NXT, JTG tuvo una rivalidad con el rookie de Vladimir Kozlov, Conor O'Brian después de que él fue derrotado por O'Brian en un combate. Después de eso JTG atacó a O'Brian hasta que Kozlov hizo una salvada y atacó a JTG. Luchó en la edición del 26 de mayo de Superstars como face, donde fue derrotado por Curt Hawkins. Oficialmente consolidó su estatus como heel en la edición del 7 de junio de NXT Redemption cuando atacó a Yoshi Tatsu en su segmento "Straight Outta Brooklyn". Cuando iba detrás del escenario, Matt Striker salió y anunció que JTG enfrentaría a Yoshi Tatsu. Él perdió el combate. En las ediciones de 19 de julio y el 2 de agosto de NXT Redemption, Kozlov comenzó una rivalidad con JTG ganándole dos veces seguidas con Kozlov estando también vestido como JTG en el segundo encuentro. La rivalidad terminó cuando Kozlov fue liberado de su contrato el 5 de agosto de 2011. JTG anotó su primera victoria en meses en la edición del 5 de agosto de SmackDown haciendo equipo con David Otunga y Michael McGillicutty para derrotar a The Usos y Trent Barreta. JTG ganó una novia y mánager en Tamina en noviembre de 2011, llevándolo a una rivalidad con The Usos, quien anteriormente habían tenido como mánager a Tamina; JTG continuamente se encontró perdiendo ante The Usos.
En WWE Over The Limit participó en un People Power Battle Royal, pero fue eliminado por The Usos. Alicia Fox entonces se acercó a JTG en mayo de 2012 y le ofreció un cambio de imagen, que JTG aceptó. En el episodio del 9 de mayo de NXT Redemption, estrenó un nuevo look y derrotó a Yoshi Tatsu, que fue su primera y única victoria en el 2012, ya que JTG pronto volvió a perder combates por el resto del año. En Night Of Champions 2012 paritipo en un Battle Royal por ser el contendiente #1 al Campeonato de los Estados Unidos, pero fue eliminado por Zack Ryder. En WWE Payback apareció como leñador entre le lucha de John Cena y Ryback. En el episodio del 20 de septiembre de 2013 de Superstars tuvo su última lucha perdiendo ante Santino Marella. Después de no aparecer en la televisión de la WWE en 2014, JTG fue despedido el 12 de junio.

### Regreso al circuito independiente (2014-presente)
El 19 de junio de 2014, fue anunciado que JTG y Shad Gaspard buscaban bookeo por alguna promoción ahora llamados bajo el nombre ligeramente alterado «Crime Time». JTG y Gaspard lucharon su primer combate en su tour «Crime Time World» el 23 de agosto de 2014, para la promoción Warriors of Wrestling en Staten Island. En el evento de JAPW 18th Anniversary el 15 de noviembre de 2014, JTG y Gaspard derrotaron a Damien Darling y Danny Demento en un combate por equipos. El 3 de marzo de 2016, en XWA Xtreme Rumble, el dúo fue derrotado por Colt Cabana y Dick Justice. En 2017, luchó para la promoción California Bar Wrestling de Joey Ryan en combates solo y junto a Gaspard. En 2019, luchó en un combate por equipos junto a Shad en un evento de Game Changer Wrestling/Suburban Fight Pro y en un battle royal en el evento Joey Janela Spring Break 3. El 15 de febrero de 2020, Crime Time apareció en la promoción Battle Arts del exluchador de la WWE Santino Marella en Mississauga, Ontario, Canadá, que sería su último combate juntos ya que los siguientes eventos programados fueron cancelados debido a la Pandemia de COVID-19. Su compañero Gaspard, continuo luchando junto a JTG hasta su fallecimiento en mayo del 2020.
Tres meses después de la muerte de Gaspard, JTG hizo su primera aparición en la lucha libre en VxS Wrestling el 16 de agosto de 2020, perdiendo ante Brian Cage. También apareció en Brii Combination Wrestling el 5 de septiembre en Atlantic City, Nueva Jersey. El 9 de octubre, JTG derrotó a Trey Miguel en el evento For The Culture de Game Changer Wrestling, y también participó en un Battle Royal en el evento Spring Break 4 de la promoción al día siguiente, que fue transmitido por FITE TV. El 6 de noviembre, JTG ganó el Campeonato de Peso Pesado de Lucha Libre VIP en Haltom City, Texas, convirtiéndose en su primer campeonato en solitario después de derrotar a Gino, Shane Taylor y Will Allday. Reapareció en la promoción de lucha libre el 29 de enero de 2021 luego de emitir un desafío abierto para llevarse su título de campeonato, que Alex Hammerstone aceptó pero perdió. En febrero, apareció en promociones de lucha libre con sede en Florida y regresó a VxS Wrestling en Nueva Jersey, derrotando a Mance Warner. Regresó a la promoción nuevamente el 26 de marzo, derrotando a Carlito. El 9 de abril, apareció en el programa Lucid Dreams de VxS Wrestling en Tampa, Florida, que fue transmitido por FITE TV en un combate contra Dr. Cube. Después de ser atacado por el Dr. Cube y su séquito, Big Cass lo salvó y ganó el partido.

## Vida personal
Tiene una hija llamada Madison y vive en Los Ángeles. Tuvo una fuerte amistad en la vida real con Shad Gaspard, quien lo llegó a considerar un «hermano».

## Campeonatos y logros
- NWA Wildside
  - NWA Wildside Tag Team Championship (1 vez) – con Shad Gaspard

- Adrenaline Championship Wrestling
  - ACW Tag Team Championship (1 vez) – con Shad Gaspard

- Fighting Evolution Wrestling
  - FEW Tag Team Championship (1 vez) – con Shad Gaspard

- Ohio Valley Wrestling:
  - OVW Southern Tag Team Championship (2 veces)[12] – con Shad Gaspard

- Superstars of Wrestling Federation
  - SWF Tag Team Championship (1 vez) - – con Shad Gaspard

- Victory Independent Pro Wrestling
  - VIP Tag Team Championship (1 vez) – con Shad Gaspard

- World Wrestling Alliance
  - WWA Tag Team Championship (1 vez) – con Shad Gaspard

- Victory Independent Pro Wrestling
  - VIP Tag Team Championship (1 vez) – con Shad Gaspard
  - VIP World Heavyweight Championship (1 vez, actual)

- World Wrestling Alliance
  - WWA Tag Team Championship (1 vez) – con Shad Gaspard

- Pro Wrestling Illustrated
  - Situado en el #84 en los PWI 500 de 2010